# شهرستان دوبروویتسیا
شهرستان دوبروویتسیا (به لاتین: Dubrovytsia Raion) یک شهرستان در اوکراین است که در استان ریونه واقع شده‌است. شهرستان دوبروویتسیا ۱٬۸۲۰ کیلومتر مربع مساحت و ۴۷٬۸۷۶ نفر جمعیت دارد.